# Élections cantonales de 2011 dans le Pas-de-Calais
Les élections cantonales ont eu lieu les 20 et 27 mars 2011.
Ces dernières ont été marquées par une percée du FN, notamment sur le bassin minier. Néanmoins, le statu quo règne, la gauche gagne deux cantons sur la droite, tandis que la droite en prend deux sur la gauche

## Contexte départemental
Sur les 38 cantons renouvelables, 25 sont aux mains du Parti Socialiste, 6 pour le PCF, 1 pour le PRG. La gauche départementale renouvelle 32 sièges, le MoDem 1 et la droite (UMP-DVD) 5. Le Pas-de-Calais, fief du Parti Socialiste devrait logiquement reconduire les sortants PS, même si les élus au premier tour risquent d'être rares à cause des candidatures Front de Gauche, Europe Écologie-Les Verts, MRC et PRG.
La droite départementale semble s'accrocher à ses derniers sièges, mais elle risque de souffrir des présences de candidats FN.
Le canton le plus menacé est celui de Montigny-en-Gohelle, qui inclut Hénin-Beaumont, où la gauche est très divisée.

### Assemblée départementale sortante
Avant les élections, le conseil général du Pas-de-Calais est présidé par Dominique Dupilet (PS).  Il comprend 77 conseillers généraux issus des 77 cantons du Pas-de-Calais. 38 d'entre eux sont renouvelables lors de ces élections.
| Parti                             | Sigle | Élus |
| --------------------------------- | ----- | ---- |
| Majorité (63 sièges)              |       |      |
| Parti socialiste                  | PS    | 49   |
| Parti communiste français         | PCF   | 11   |
| Mouvement républicain et citoyen  | MRC   | 2    |
| Parti radical de gauche           | PRG   | 1    |
| Opposition (14 sièges)            |       |      |
| Union pour un mouvement populaire | UMP   | 6    |
| Divers droite                     | DVD   | 5    |
| Mouvement Démocrate               | MoDem | 3    |
| Président du conseil général      |       |      |
| Dominique Dupilet (PS)            |       |      |

## Positionnements et stratégies des partis politiques
Groupes : de nombreuses associations locales se présentent, comme Les Gens du Béthunois sur Béthune, Nouvelle Énergie pour Boulogne et le Mouvement des Sociaux-Démocrates du Calaisis.
Front De Gauche : tout comme les Élections Régionales, le PCF s'allie avec le Parti de Gauche (PG) et la Gauche Unitaire (GU). 6 sièges sont remis en jeu. Aucun accord n'a été trouvé avec le PS. Le Front de Gauche se présente donc dans de nombreux cantons renouvelables.
PS-MRC-PRG : pour ces dernières élections cantonales dans le département du Pas-de-Calais, le Parti Socialiste s'allie avec le Mouvement Républicain et Citoyen et le Parti Radical de Gauche. Ces deux formations soutiennent le PS, tandis que le PS soutient Bertrand Alexandre (MRC) dans le canton de Vimy et Jean-Pierre Defontaine, conseiller général PRG sortant dans le canton d'Avesnes-le-Comte. Cependant, cet accord n'est pas maintenu dans le canton d'Ardres, où le maire d'Ardres Ludovic Loquet (MRC) se présente contre le candidat investi par le PS. Le Parti Radical de Gauche maintient son candidat à Montigny-en-Gohelle et dans le canton de Calais-sud-est.
EELV : faute d'accord avec le PS qui lui réservait le canton de Calais-nord-ouest et le canton de Boulogne-sur-Mer-sud, EELV se présente dans 30 cantons sur 38 et soutient Miguel Torrès, candidat du Mouvement Ecologiste Indépendant (MEI) dans le canton de Desvres. Seul Alexandre Cousin est véritablement pressenti comme concurrent sérieux au PS.
MoDem : le MoDem présente un petit nombre de candidats dans un nombre limité de cantons. Un accord a été trouvé avec l'UMP dans le canton d'Arras-ouest où la candidate MoDem, Denise Bocquillet est soutenue par l'UMP, son suppléant David Gruson est militant du PRV.
UMP-NC : les accords ont été trouvés, même s'il y aura un duel dans les deux cantons de Boulogne-sur-Mer et dans deux cantons de Calais. Les candidatures Divers Droite sont nombreuses.
FN : le Front national est présent dans 38 des 38 cantons renouvelables du Pas-de-Calais. Le canton le plus observé est celui de Montigny-en-Gohelle, qui comprend Hénin-Beaumont, où il y a plus de cinq candidats de gauche présent.

## Résultats à l'échelle du département

### Résultats départementaux
| Partis               | Partis                                                       | Partis         | Sièges         | Sièges         | Premier tour | Premier tour | Second tour | Second tour | Nouvelle Assemblée | Nouvelle Assemblée | Nouvelle Assemblée |
| Partis               | Partis                                                       | Partis         | Total          | Sortants       | Voix         | %            | Voix        | %           | Élus               | Total              | +/-                |
| -------------------- | ------------------------------------------------------------ | -------------- | -------------- | -------------- | ------------ | ------------ | ----------- | ----------- | ------------------ | ------------------ | ------------------ |
|                      | Parti socialiste                                             | PS             | 49             | 24             | 80 613       | 31,52        | 95 402      | 41,08       | 22                 | 47                 | 2                  |
|                      | Front de gauche (Parti communiste français, Parti de gauche) | FDG            | 11             | 6              | 36 254       | 14,18        | 30 877      | 13,29       | 6                  | 11                 | en stagnation      |
|                      | Europe Écologie Les Verts                                    | EÉLV           | 0              | 0              | 18 248       | 7,13         | 0           | 0,00        | 0                  | 0                  | en stagnation      |
|                      | Mouvement républicain et citoyen                             | MRC            | 2              | 0              | 5 187        | 2,03         | 9 798       | 4,22        | 2                  | 4                  | 2                  |
|                      | Divers gauche                                                | DVG            | 0              | 0              | 4 253        | 1,66         | 0           | 0,00        | 0                  | 0                  | en stagnation      |
|                      | Parti radical de gauche                                      | PRG            | 1              | 1              | 1 736        | 0,68         | 2 009       | 0,86        | 1                  | 1                  | en stagnation      |
|                      | Mouvement écologiste indépendant                             | MEI            | 0              | 0              | 1 281        | 0,50         | 0           | 0,00        | 0                  | 0                  | en stagnation      |
| Total gauche         | Total gauche                                                 |                | 63             | 31             | 147 572      | 57,70        | 133 723     | 57,57       | 31                 | 63                 | en stagnation      |
|                      |                                                              |                |                |                |              |              |             |             |                    |                    |                    |
|                      | Front national                                               | FN             | 0              | 0              | 58 147       | 22,74        | 49 375      | 21,26       | 0                  | 0                  | en stagnation      |
|                      | Parti de la France                                           | PDF            | 0              | 0              | 253          | 0,10         | 0           | 0,00        | 0                  | 0                  | en stagnation      |
| Total extrême droite | Total extrême droite                                         |                | 0              | 0              | 58 400       | 22,83        | 49 375      | 21,26       | 0                  | 0                  | en stagnation      |
|                      |                                                              |                |                |                |              |              |             |             |                    |                    |                    |
|                      | Union pour un mouvement populaire                            | UMP            | 6              | 4              | 30 880       | 12,07        | 28 053      | 12,08       | 3                  | 5                  | 1                  |
|                      | Divers droite                                                | DVD            | 5              | 2              | 10 555       | 4,13         | 10 897      | 4,69        | 2                  | 5                  | en stagnation      |
|                      | Mouvement démocrate                                          | MoDem          | 3              | 1              | 3 996        | 1,56         | 2 882       | 1,24        | 1                  | 3                  | en stagnation      |
|                      | Nouveau Centre                                               | NC             | 0              | 0              | 3 410        | 1,33         | 2 966       | 1,28        | 1                  | 1                  | 1                  |
|                      | Jeunes Agriculteurs                                          | JA             | 0              | 0              | 783          | 0,31         | 0           | 0,00        | 0                  | 0                  | en stagnation      |
| Total droite         | Total droite                                                 |                | 14             | 7              | 49 624       | 19,40        | 40 874      | 17,60       | 7                  | 14                 | en stagnation      |
|                      |                                                              |                |                |                |              |              |             |             |                    |                    |                    |
|                      | Parti ouvrier indépendant                                    | POI            | 0              | 0              | 154          | 0,06         | 0           | 0,00        | 0                  | 0                  | en stagnation      |
| Total extrême gauche | Total extrême gauche                                         |                | 0              | 0              | 154          | 0,06         | 0           | 0,00        | 0                  | 0                  | en stagnation      |
|                      |                                                              |                |                |                |              |              |             |             |                    |                    |                    |
| Inscrits             | Inscrits                                                     | Inscrits       | Inscrits       | Inscrits       | 570 266      | 100,00       | 532 909     | 100,00      | -                  | -                  | -                  |
| Abstention           | Abstention                                                   | Abstention     | Abstention     | Abstention     | 305 752      | 53,63        | 280 851     | 52,70       | -                  | -                  | -                  |
| Votants              | Votants                                                      | Votants        | Votants        | Votants        | 264 514      | 46,38        | 252 058     | 47,30       | -                  | -                  | -                  |
| Blancs et nuls       | Blancs et nuls                                               | Blancs et nuls | Blancs et nuls | Blancs et nuls | 8 764        | 03,31        | 19 799      | 07,85       | -                  | -                  | -                  |
| Exprimés             | Exprimés                                                     | Exprimés       | Exprimés       | Exprimés       | 255 750      | 44,85        | 232 259     | 43,58       | -                  | -                  | -                  |

### Analyse du premier tour

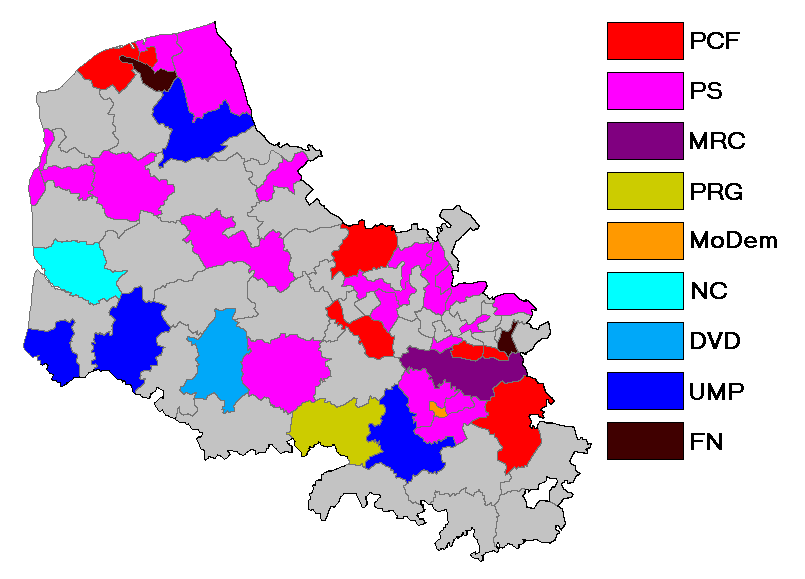
Parti arrivé en tête au premier tour

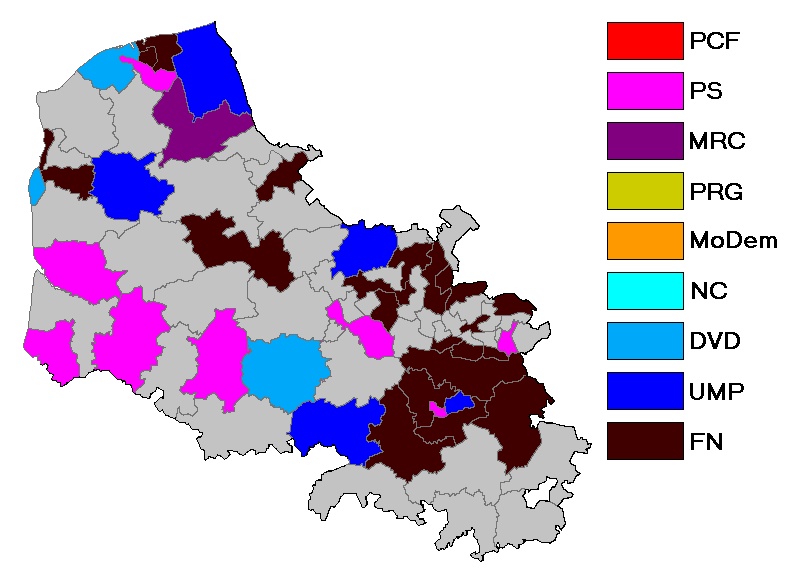
Parti arrivé second au premier tour

- Le premier tour des élections cantonales est marqué par une très forte abstention dans le Pas-de-Calais. Seul 46,38 % des inscrits se sont déplacés, ce qui est un score très faible pour une élection cantonale, de proximité.
- Trois élus sont réélus dès le premier tour : Michel Lefait dans le Canton d'Arques, Françoise Rossignol dans le Canton de Dainville et Alain Méquignon dans le Canton de Fauquembergues. Ces trois personnes appartiennent au Parti Socialiste.
- Il y a une forte influence de la gauche, qui représente 57,70 % des suffrages exprimés au niveau départemental. Elle est la seule force politique à avoir des élus dès le premier tour. Il est à noter également que certains candidats de gauche dépassent les 50 % des suffrages exprimés, mais l'insuffisante participation rend un second tour nécessaire.
- Le Parti Socialiste confirme sur ses terres. En son nom, le parti obtient 31,52 % des suffrages. Beaucoup de ses candidats sont en ballotage favorable. Le PS fonde également de réels espoirs sur certains cantons où il est en bonne position: Campagne-lès-Hesdin et Etaples. Son allié historique, le MRC, qui ne possède aucun canton renouvelable dans cette série parvient à dépasser le candidat UMP, successeur de Lionel Lancry dans le Canton de Vimy où il affrontera le candidat FN. À Ardres, le MRC a des chances de l'emporter, surtout avec l'appui du candidat socialiste.
- Le Front national confirme son implantation dans le Pas-de-Calais. Il obtient 22,74 % des suffrages exprimés et parvient aisément à devancer la droite parlementaire, en chute libre dans ce département. Il réalise ses meilleurs scores à Montigny-en-Gohelle (35,88 %) et Fauquembergues (35,25 %). Le Front National parvient à être en tête à Calais-centre et Montigny-en-Gohelle. Au total, le FN se retrouve au second tour dans 20 cantons sur les 35 encore renouvelables.
- La droite parlementaire s'effondre. Elle perd dès le premier tour le canton de Vimy, est en position compliquée dans deux cantons qu'elle détient: Calais-Nord-Ouest et Ardres. Avec moins de 20 % des suffrages, elle est devancée très nettement par le FN.
- Le PCF se renforce dans le Pas-de-Calais, il obtient plus de 14 % des suffrages exprimés. Il met en tête tous ses candidats sortants. À Avion, son candidat dépasse les 50 % mais la participation insuffisante l'oblige à un second tour. Il confirme à Houdain, canton pris au PS lors d'une cantonale partielle en 2010. Le PCF a de grandes chances également de conquérir le canton de Calais-Nord-Ouest en la personne de l'ancien maire de Calais, Jacky Hénin
- EELV obtient 7,13 % des suffrages, ce qui est en hausse nette par rapport à 2004. Il obtient ses meilleurs scores sur les cantons d'Arras. Néanmoins, le mode de scrutin le pénalise et l'empêche d'accéder au second tour.

### Analyse du second tour
Le second tour des élections cantonales dans le Pas-de-Calais est marqué par quelques éléments notables.
- Seul un conseiller général sortant se représentant est battu, il s’agit de Bernard Carpentier dans le canton d'Ardres, battu par le MRC Ludovic Loquet. Ce dernier l’avait déjà fait tomber aux municipales de 2008 sur la ville d’Ardres.
- Au niveau départemental, les rapports de force en présence sont conservés, la droite pers deux sièges au profit de la gauche et la gauche perd deux sièges au profit de la droite. Cependant, ces transferts changent les forces au sein de ces deux blocs.
- La droite parlementaire voit deux de ses sièges passer à gauche. Tout d’abord, elle perd dès le premier tour le canton de Vimy. L’UMP avait fait le choix de ne pas soutenir son sortant qui demandait l’investiture, Lionel Lancry. Il a fait le choix de soutenir de Jean-François Dépret. Celui-ci est battu dès le premier tour par deux candidat MRC et FN. Le deuxième canton perdu pour la droite est le canton d'Ardres, perdu au second tour à plus de 350 voix par Bernard Carpentier (UMP) au profit là aussi d’un chevènementiste. La droite peut néanmoins se réconforter par le gain sur la gauche de deux cantons, le canton de Berck et le canton d'Arras-Ouest. Cela équilibre le groupe de droite du Conseil Général.
- La gauche perd deux de ses cantons, se retrouve dans la même situation que la droite en ayant gagné les canton de Vimy et canton d'Ardres. Elle perd un canton historiquement au PS depuis 1985. En effet, le conseiller général sortant, élu depuis 1985, Jean-Marie Krajewski (PS) décide de ne pas se représenter. Mais, il se présente en tant que suppléant de la candidate socialiste, Annie Delattre. Cette dernière souffre de la présence de l’ancien maire de Berck Danièle Lhomme et est devancée au premier tour par un autre ancien maire de Berck, Bruno Cousein (UMP), qui parviendra à faire basculer assez aisément à droite le canton avec plus de 600 voix d’avance. Le second canton perdu par le PS est le canton d'Arras-Ouest, le sortant, Alain Fauquet ne se représente pas. Son poulain est battu par l’ancienne conseillère générale du canton de 1998 à 2004, Denise Bocquillet (MoDem), même si cette victoire ne s’est jouée que de 15 voix sur Antoine Détourné.
- Les rapports de force sont modifiés au sein de la gauche. Le bloc de gauche conserve ses 63 sièges. Le PCF qui détient 11 sièges et le PRG qui en a un unique voient leurs effectifs rester stables. Cependant, le PS voit deux de ses sièges non reconduits. Sur les 49 élus socialistes sortants, le PS en perd deux et se retrouve avec un nombre important cependant, de 47 sièges. Ces deux sièges perdus profitent au MRC qui obtient deux sièges supplémentaires. Le MRC qui ne détenait aucun siège jusque 2008, voit ses effectifs passer à 4 sièges.
- Au sein de la droite, les rapports de force sont stables. Le MoDem et les Divers droite ont respectivement 3 et 5 sièges. L'UMP perd un siège et conserve 5 sièges. Ce siège perdu est compensé par l'arrivée d'une nouvelle formation politique au sein du Conseil Général du Pas-de-Calais, le Nouveau Centre ayant obtenu l'élection de Geneviève Margueritte dans le canton d'Etaples.

### Résultats en nombre de sièges
| Groupes | Groupes                                     | Sièges précédents | Nouveaux élus | Évolution |
| ------- | ------------------------------------------- | ----------------- | ------------- | --------- |
|         | Parti socialiste                            | 24                | 22            | -2        |
|         | Parti communiste français / Front de gauche | 6                 | 6             | =         |
|         | Union pour un mouvement populaire           | 4                 | 3             | -1        |
|         | Divers droite                               | 2                 | 2             | =         |
|         | Mouvement démocrate                         | 1                 | 1             | =         |
|         | Parti radical de gauche                     | 1                 | 1             | =         |
|         | Mouvement républicain et citoyen            | 0                 | 2             | +2        |
|         | Nouveau centre                              | 0                 | 1             | +1        |

### Liste des élus

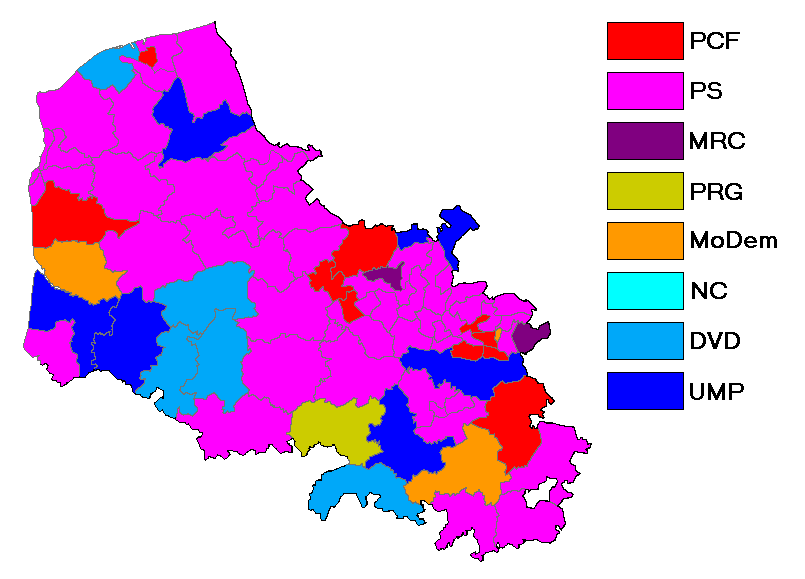
Couleur politique des Cantons en 2008

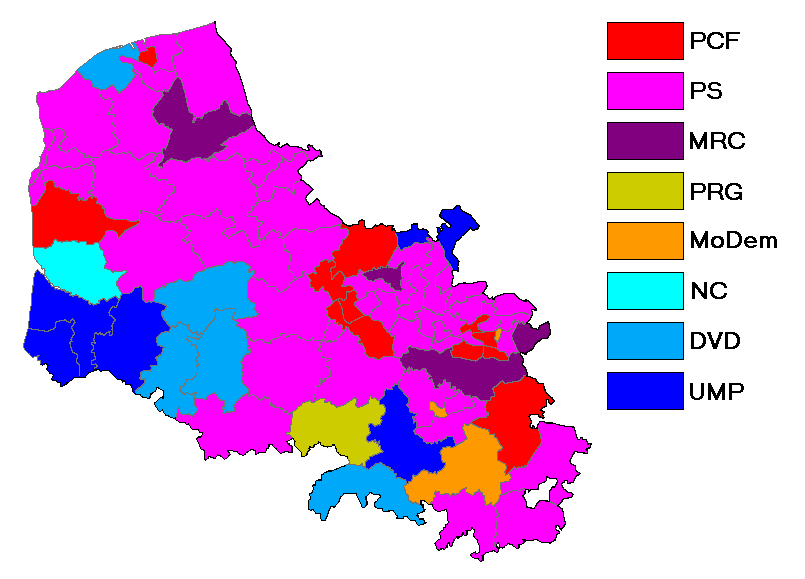
Couleur politique des Cantons en 2011

| Canton                      | Conseiller sortant     | Parti | Parti | Conseiller élu         | Parti | Parti |
| --------------------------- | ---------------------- | ----- | ----- | ---------------------- | ----- | ----- |
| Ardres                      | Bernard Carpentier     |       | UMP   | Ludovic Loquet         |       | MRC   |
| Arques                      | Michel Lefait          |       | PS    | Michel Lefait          |       | PS    |
| Arras-Nord                  | Jean-Pierre Deleury*   |       | PS    | Nicolas Desfachelle    |       | PS    |
| Arras-Ouest                 | Alain Fauquet*         |       | PS    | Denise Bocquillet      |       | MoDem |
| Arras-Sud                   | Jean-Louis Cottigny    |       | PS    | Jean-Louis Cottigny    |       | PS    |
| Audruicq                    | Olivier Majewicz       |       | PS    | Olivier Majewicz       |       | PS    |
| Avesnes-le-Comte            | Jean-Pierre Defontaine |       | PRG   | Jean-Pierre Defontaine |       | PRG   |
| Avion                       | Jacques Robitail*      |       | PCF   | Jean-Marc Tellier      |       | PCF   |
| Barlin                      | Michel Dagbert         |       | PS    | Michel Dagbert         |       | PS    |
| Beaumetz-lès-Loges          | Michel Petit           |       | UMP   | Michel Petit           |       | UMP   |
| Berck                       | Jean-Marie Krajewski*  |       | PS    | Bruno Cousein          |       | UMP   |
| Béthune-Est                 | Raymond Gaquère        |       | PS    | Raymond Gaquère        |       | PS    |
| Béthune-Sud                 | Alain Delannoy         |       | PS    | Alain Delannoy         |       | PS    |
| Boulogne-sur-Mer-Nord-Ouest | Dominique Dupilet      |       | PS    | Dominique Dupilet      |       | PS    |
| Boulogne-sur-Mer-Sud        | Alain Oguer*           |       | PS    | Christian Baly         |       | PS    |
| Calais-Centre               | Philippe Vasseur       |       | PS    | Philippe Vasseur       |       | PS    |
| Calais-Est                  | Serge Péron            |       | PS    | Serge Péron            |       | PS    |
| Calais-Nord-Ouest           | Michel Hamy            |       | DVD   | Michel Hamy            |       | DVD   |
| Calais-Sud-Est              | Marcel Levaillant      |       | PCF   | Marcel Levaillant      |       | PCF   |
| Cambrin                     | Odette Duriez          |       | PS    | Odette Duriez          |       | PS    |
| Campagne-lès-Hesdin         | Ghislain Tétard        |       | UMP   | Ghislain Tétard        |       | UMP   |
| Carvin                      | Daniel Maciejasz       |       | PS    | Daniel Maciejasz       |       | PS    |
| Dainville                   | Françoise Rossignol    |       | PS    | Françoise Rossignol    |       | PS    |
| Desvres                     | Claude Prudhomme       |       | PS    | Claude Prudhomme       |       | PS    |
| Douvrin                     | Fabien Pruvot*         |       | PS    | Frédéric Wallet        |       | PS    |
| Étaples                     | Lucile Bigot*          |       | MoDem | Geneviève Margueritte  |       | NC    |
| Fauquembergues              | Alain Méquignon        |       | PS    | Alain Méquignon        |       | PS    |
| Houdain                     | Daniel Dewalle         |       | PCF   | Daniel Dewalle         |       | PCF   |
| Le Parcq                    | Jean-Claude Darque     |       | DVD   | Jean-Claude Darque     |       | DVD   |
| Le Portel                   | Jean-Claude Étienne    |       | PS    | Jean-Claude Étienne    |       | PS    |
| Lens-Nord-Est               | Marie-Paule Ledent     |       | PS    | Marie-Paule Ledent     |       | PS    |
| Liévin-Sud                  | Laurent Duporge        |       | PS    | Laurent Duporge        |       | PS    |
| Lillers                     | Lucien Andriès         |       | PCF   | Lucien Andriès         |       | PCF   |
| Montigny-en-Gohelle         | Jean-Marie Picque      |       | PS    | Jean-Marie Picque      |       | PS    |
| Rouvroy                     | Dominique Watrin       |       | PCF   | Dominique Watrin       |       | PCF   |
| Saint-Pol-sur-Ternoise      | Maurice Louf           |       | PS    | Maurice Louf           |       | PS    |
| Vimy                        | Lionel Lancry*         |       | UMP   | Bertrand Alexandre     |       | MRC   |
| Vitry-en-Artois             | Martial Stienne        |       | PCF   | Martial Stienne        |       | PCF   |

*Conseillers généraux sortants ne se représentant pas

### Assemblée départementale à l'issue des élections

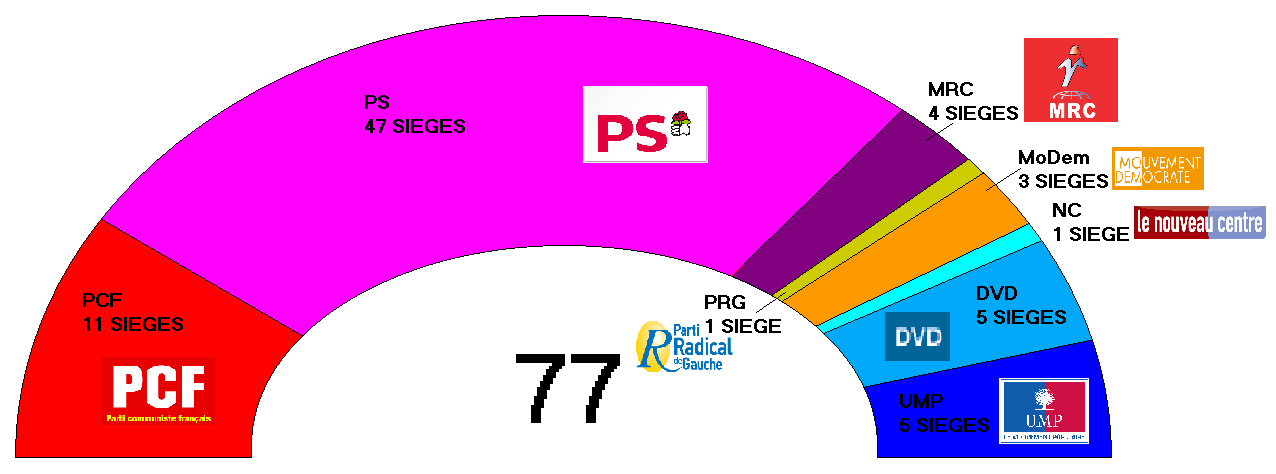
Couleur politique des Cantons en 2008

| Parti                             | Sigle | Élus |
| --------------------------------- | ----- | ---- |
| Majorité (63 sièges)              |       |      |
| Parti communiste français         | PCF   | 11   |
| Parti socialiste                  | PS    | 47   |
| Mouvement républicain et citoyen  | MRC   | 4    |
| Parti radical de gauche           | PRG   | 1    |
| Opposition (14 sièges)            |       |      |
| Mouvement démocrate               | MoDem | 3    |
| Divers droite                     | DVD   | 5    |
| Union pour un mouvement populaire | UMP   | 5    |
| Nouveau Centre                    | NC    | 1    |
| Président du conseil général      |       |      |
| Dominique Dupilet (PS)            |       |      |

### Élection du président du conseil général du Pas-de-Calais
L'élection du président du conseil général du Pas-de-Calais, à la suite du renouvellement de 38 sièges sur les 77 du département a eu lieu le jeudi 31 mars 2011.
Dominique Dupilet est réélu dès le premier tour de scrutin avec 62 voix contre 15 bulletins blancs. Dominique Dupilet fait donc le plein à gauche à une voix dissidente près. Le groupe union@ction62, groupe de l'opposition de droite n'a présenté aucun candidat face au Président sortant.
|                | Dominique Dupilet* | PS             | 62 | 100,00 |  |  |
|                |                    |                |    |        |  |  |
| Inscrits       | Inscrits           | Inscrits       | 77 | 100,00 |  |  |
| Abstentions    | Abstentions        | Abstentions    | 0  | 100,00 |  |  |
| Votants        | Votants            | Votants        | 77 | 100,00 |  |  |
| Blancs et nuls | Blancs et nuls     | Blancs et nuls | 15 | 19,48  |  |  |
| Exprimés       | Exprimés           | Exprimés       | 62 | 80,52  |  |  |

*Président sortant

## Résultats par canton

### Canton d'Ardres
- Conseiller général sortant : Bernard Carpentier (UMP)

| Candidats      | Candidats           | Étiquette      | Premier tour | Premier tour | Second tour | Second tour |
| Candidats      | Candidats           | Étiquette      | Voix         | %            | Voix        | %           |
| -------------- | ------------------- | -------------- | ------------ | ------------ | ----------- | ----------- |
|                | Bernard Carpentier* | UMP            | 2 513        | 29,76        | 3 924       | 47,35       |
|                | Ludovic Loquet      | MRC            | 2 134        | 25,28        | 4 363       | 52,65       |
|                | Franck Delabasserue | PS             | 1 653        | 19,58        |             |             |
|                | Tony Malaquin       | FN             | 1 330        | 15,75        |             |             |
|                | Thierry Poussière   | FG (PCF)       | 473          | 5,60         |             |             |
|                | David Dhaisne       | EÉLV           | 340          | 4,03         |             |             |
|                |                     |                |              |              |             |             |
| Inscrits       | Inscrits            | Inscrits       | 15 039       | 100,00       | 15 039      | 100,00      |
| Abstentions    | Abstentions         | Abstentions    | 6 411        | 42,63        | 6 198       | 41,21       |
| Votants        | Votants             | Votants        | 8 628        | 57,37        | 8 841       | 58,79       |
| Blancs et nuls | Blancs et nuls      | Blancs et nuls | 185          | 2,14         | 554         | 6,27        |
| Exprimés       | Exprimés            | Exprimés       | 8 443        | 97,86        | 8 287       | 93,73       |

*sortant

### Canton d'Arques
- Conseiller général sortant : Michel Lefait (PS)

| Candidats      | Candidats       | Étiquette      | Premier tour | Premier tour |
| Candidats      | Candidats       | Étiquette      | Voix         | %            |
| -------------- | --------------- | -------------- | ------------ | ------------ |
|                | Michel Lefait*  | PS             | 4 047        | 56,87        |
|                | Valérie Delohen | FN             | 1 537        | 21,60        |
|                | Jonathan Truant | UMP            | 853          | 11,99        |
|                | Denis Buhagiar  | EÉLV           | 419          | 5,89         |
|                | Didier Talleux  | FG (PCF)       | 260          | 3,65         |
|                |                 |                |              |              |
| Inscrits       | Inscrits        | Inscrits       | 15 085       | 100,00       |
| Abstentions    | Abstentions     | Abstentions    | 7 808        | 51,76        |
| Votants        | Votants         | Votants        | 7 277        | 48,24        |
| Blancs et nuls | Blancs et nuls  | Blancs et nuls | 161          | 2,21         |
| Exprimés       | Exprimés        | Exprimés       | 7 116        | 97,79        |

*sortant

### Canton d'Arras-Nord
- Conseiller général sortant : Jean-Pierre Deleury (PS)

| Candidats      | Candidats                 | Étiquette      | Premier tour | Premier tour | Second tour | Second tour |
| Candidats      | Candidats                 | Étiquette      | Voix         | %            | Voix        | %           |
| -------------- | ------------------------- | -------------- | ------------ | ------------ | ----------- | ----------- |
|                | Nicolas Desfachelle       | PS             | 2 807        | 45,30        | 3 949       | 68,70       |
|                | Jean-Dominique Gheerbrant | UMP            | 1 199        | 19,35        | 1 799       | 31,30       |
|                | Hervé Leÿs                | FN             | 1 080        | 17,43        |             |             |
|                | Sylviane Dupont           | EÉLV           | 774          | 12,49        |             |             |
|                | René Chevalier            | FG (PCF)       | 336          | 5,42         |             |             |
|                |                           |                |              |              |             |             |
| Inscrits       | Inscrits                  | Inscrits       | 13 727       | 100,00       | 13 727      | 100,00      |
| Abstentions    | Abstentions               | Abstentions    | 7 328        | 53,38        | 7 449       | 54,27       |
| Votants        | Votants                   | Votants        | 6 399        | 46,62        | 6 278       | 45,73       |
| Blancs et nuls | Blancs et nuls            | Blancs et nuls | 203          | 3,17         | 530         | 8,44        |
| Exprimés       | Exprimés                  | Exprimés       | 6 196        | 96,83        | 5 748       | 91,56       |

### Canton d'Arras-Ouest
- Conseiller général sortant : Alain Fauquet (PS)

| Candidats      | Candidats         | Étiquette      | Premier tour | Premier tour | Second tour | Second tour |
| Candidats      | Candidats         | Étiquette      | Voix         | %            | Voix        | %           |
| -------------- | ----------------- | -------------- | ------------ | ------------ | ----------- | ----------- |
|                | Denise Bocquillet | MoDem          | 2 031        | 35,13        | 2 882       | 50,13       |
|                | Antoine Détourné  | PS             | 1 600        | 27,68        | 2 867       | 49,87       |
|                | Jean-Marc Maurice | FN             | 1 012        | 17,51        |             |             |
|                | Laure Olivier     | EÉLV           | 674          | 11,66        |             |             |
|                | André Rabouille   | FG (PCF)       | 310          | 5,36         |             |             |
|                | Pascale Tillier   | POI            | 154          | 2,66         |             |             |
|                |                   |                |              |              |             |             |
| Inscrits       | Inscrits          | Inscrits       | 13 656       | 100,00       | 13 656      | 100,00      |
| Abstentions    | Abstentions       | Abstentions    | 7 716        | 56,50        | 7 489       | 54,84       |
| Votants        | Votants           | Votants        | 5 940        | 43,50        | 6 167       | 45,16       |
| Blancs et nuls | Blancs et nuls    | Blancs et nuls | 159          | 2,68         | 418         | 6,78        |
| Exprimés       | Exprimés          | Exprimés       | 5 781        | 97,32        | 5 749       | 93,22       |

### Canton d'Arras-Sud
- Conseiller général sortant : Jean-Louis Cottigny (PS)

| Candidats      | Candidats              | Étiquette      | Premier tour | Premier tour | Second tour | Second tour |
| Candidats      | Candidats              | Étiquette      | Voix         | %            | Voix        | %           |
| -------------- | ---------------------- | -------------- | ------------ | ------------ | ----------- | ----------- |
|                | Jean-Louis Cottigny*   | PS             | 4 132        | 37,92        | 6 882       | 65,61       |
|                | Marie-Christine Duriez | FN             | 2 490        | 22,85        | 3 608       | 34,39       |
|                | Alexandre Cousin       | EÉLV           | 1 574        | 14,44        |             |             |
|                | Jean-Claude Levis      | UMP            | 1569         | 14,40        |             |             |
|                | Fabienne Nathan        | FG (PCF)       | 641          | 5,88         |             |             |
|                | Eric Venel             | MEI            | 491          | 4,51         |             |             |
|                |                        |                |              |              |             |             |
| Inscrits       | Inscrits               | Inscrits       | 23 074       | 100,00       | 7 802       | 100,00      |
| Abstentions    | Abstentions            | Abstentions    | 11 744       | 50,90        | 11 277      | 48,87       |
| Votants        | Votants                | Votants        | 11 330       | 49,10        | 11 797      | 51,13       |
| Blancs et nuls | Blancs et nuls         | Blancs et nuls | 433          | 3,82         | 1 307       | 11,08       |
| Exprimés       | Exprimés               | Exprimés       | 10 897       | 96,18        | 10 490      | 88,92       |

*sortant

### Canton d'Audruicq
- Conseiller général sortant : Olivier Majewicz (PS)

| Candidats      | Candidats                | Étiquette      | Premier tour | Premier tour | Second tour | Second tour |
| Candidats      | Candidats                | Étiquette      | Voix         | %            | Voix        | %           |
| -------------- | ------------------------ | -------------- | ------------ | ------------ | ----------- | ----------- |
|                | Olivier Majewicz*        | PS             | 3 474        | 37,69        | 5 108       | 56,31       |
|                | Olivier Planque          | UMP            | 2 385        | 25,87        | 3 963       | 43,69       |
|                | Cédric Fasquelle         | FN             | 1 954        | 21,20        |             |             |
|                | Nicole Martinache        | JA             | 783          | 8,49         |             |             |
|                | Marie-Françoise Peenaert | EÉLV           | 404          | 4,38         |             |             |
|                | Yves Desenclos           | FG (PCF)       | 218          | 2,36         |             |             |
|                |                          |                |              |              |             |             |
| Inscrits       | Inscrits                 | Inscrits       | 18 794       | 100,00       | 18 795      | 100,00      |
| Abstentions    | Abstentions              | Abstentions    | 9 348        | 49,74        | 9 081       | 48,32       |
| Votants        | Votants                  | Votants        | 9 446        | 50,26        | 9 714       | 51,68       |
| Blancs et nuls | Blancs et nuls           | Blancs et nuls | 228          | 2,41         | 643         | 6,62        |
| Exprimés       | Exprimés                 | Exprimés       | 9 218        | 97,59        | 9 071       | 93,38       |

*sortant

### Canton d'Avesnes-le-Comte
- Conseiller général sortant : Jean-Pierre Defontaine (PRG)

| Candidats      | Candidats               | Étiquette      | Premier tour | Premier tour | Second tour | Second tour |
| Candidats      | Candidats               | Étiquette      | Voix         | %            | Voix        | %           |
| -------------- | ----------------------- | -------------- | ------------ | ------------ | ----------- | ----------- |
|                | Jean-Pierre Defontaine* | PRG            | 1 370        | 36,25        | 2 009       | 54,11       |
|                | Christiane Berton       | UMP            | 1 217        | 32,20        | 1 704       | 45,89       |
|                | Jannick Dupret          | FN             | 817          | 21,62        |             |             |
|                | Christophe Dehoux       | MoDem          | 375          | 9,92         |             |             |
|                |                         |                |              |              |             |             |
| Inscrits       | Inscrits                | Inscrits       | 6 956        | 100,00       | 6 957       | 100,00      |
| Abstentions    | Abstentions             | Abstentions    | 3 007        | 43,23        | 2 872       | 41,28       |
| Votants        | Votants                 | Votants        | 3 949        | 56,77        | 4 085       | 58,72       |
| Blancs et nuls | Blancs et nuls          | Blancs et nuls | 170          | 4,30         | 372         | 9,11        |
| Exprimés       | Exprimés                | Exprimés       | 3 779        | 95,70        | 3 713       | 90,89       |

*sortant

### Canton d'Avion
- Conseiller général sortant : Jacques Robitail (PCF)

| Candidats      | Candidats         | Étiquette      | Premier tour | Premier tour | Second tour | Second tour |
| Candidats      | Candidats         | Étiquette      | Voix         | %            | Voix        | %           |
| -------------- | ----------------- | -------------- | ------------ | ------------ | ----------- | ----------- |
|                | Jean-Marc Tellier | FG (PCF)       | 3 572        | 53,91        | 4 731       | 70,79       |
|                | Jean-Luc Mullier  | FN             | 1 499        | 22,62        | 1 952       | 29,21       |
|                | Philippe Konarski | PS             | 871          | 13,15        |             |             |
|                | Alex Gest         | EÉLV           | 449          | 6,78         |             |             |
|                | Daniel Clin       | UMP            | 235          | 3,55         |             |             |
|                |                   |                |              |              |             |             |
| Inscrits       | Inscrits          | Inscrits       | 15 812       | 100,00       | 15 812      | 100,00      |
| Abstentions    | Abstentions       | Abstentions    | 9 004        | 56,94        | 8 827       | 55,82       |
| Votants        | Votants           | Votants        | 6 808        | 43,06        | 6 985       | 44,18       |
| Blancs et nuls | Blancs et nuls    | Blancs et nuls | 182          | 2,67         | 302         | 4,32        |
| Exprimés       | Exprimés          | Exprimés       | 6 626        | 97,33        | 6 683       | 95,68       |

### Canton de Barlin
- Conseiller général sortant : Michel Dagbert (PS)

| Candidats      | Candidats         | Étiquette      | Premier tour | Premier tour | Second tour | Second tour |
| Candidats      | Candidats         | Étiquette      | Voix         | %            | Voix        | %           |
| -------------- | ----------------- | -------------- | ------------ | ------------ | ----------- | ----------- |
|                | Michel Dagbert*   | PS             | 2 582        | 46,37        | 3 579       | 62,81       |
|                | Chantal Sniatecki | FN             | 1 576        | 28,30        | 2 119       | 37,19       |
|                | Séverine Louyet   | FG (PCF)       | 785          | 14,10        |             |             |
|                | Patrice Besnard   | EÉLV           | 625          | 11,22        |             |             |
|                |                   |                |              |              |             |             |
| Inscrits       | Inscrits          | Inscrits       | 13 853       | 100,00       | 13 853      | 100,00      |
| Abstentions    | Abstentions       | Abstentions    | 8 035        | 58,00        | 7 718       | 55,71       |
| Votants        | Votants           | Votants        | 5 818        | 42,00        | 6 135       | 44,29       |
| Blancs et nuls | Blancs et nuls    | Blancs et nuls | 250          | 4,30         | 437         | 7,12        |
| Exprimés       | Exprimés          | Exprimés       | 5 568        | 95,70        | 5 698       | 92,88       |

*sortant

### Canton de Beaumetz-lès-Loges
- Conseiller général sortant : Michel Petit (UMP)

| Candidats      | Candidats               | Étiquette      | Premier tour | Premier tour | Second tour | Second tour |
| Candidats      | Candidats               | Étiquette      | Voix         | %            | Voix        | %           |
| -------------- | ----------------------- | -------------- | ------------ | ------------ | ----------- | ----------- |
|                | Michel Petit*           | UMP            | 2 608        | 47,18        | 3 587       | 71,45       |
|                | Jean-Pierre D'Hollander | FN             | 1 112        | 20,12        | 1 433       | 28,55       |
|                | Jean-Claude Blouin      | PS             | 1 074        | 19,43        |             |             |
|                | Serge Ravaux            | EÉLV           | 526          | 9,52         |             |             |
|                | Xavier Schmitt          | FG (PCF)       | 208          | 3,76         |             |             |
|                |                         |                |              |              |             |             |
| Inscrits       | Inscrits                | Inscrits       | 9 578        | 100,00       | 9 578       | 100,00      |
| Abstentions    | Abstentions             | Abstentions    | 3 891        | 40,62        | 3 928       | 41,01       |
| Votants        | Votants                 | Votants        | 5 687        | 59,38        | 5 650       | 58,99       |
| Blancs et nuls | Blancs et nuls          | Blancs et nuls | 159          | 2,80         | 630         | 11,15       |
| Exprimés       | Exprimés                | Exprimés       | 5 528        | 97,20        | 5 020       | 88,85       |

*sortant

### Canton de Berck
- Conseiller général sortant : Jean-Marie Krajewski (PS)

| Candidats      | Candidats             | Étiquette      | Premier tour | Premier tour | Second tour | Second tour |
| Candidats      | Candidats             | Étiquette      | Voix         | %            | Voix        | %           |
| -------------- | --------------------- | -------------- | ------------ | ------------ | ----------- | ----------- |
|                | Bruno Cousein         | UMP            | 2 820        | 31,70        | 4 962       | 53,50       |
|                | Annie Delattre        | PS             | 2 487        | 27,96        | 4 313       | 46,50       |
|                | Chantal Bojanek       | FN             | 1 609        | 18,09        |             |             |
|                | Danièle Lhomme        | DVG            | 820          | 9,22         |             |             |
|                | Bernard Kazmierczak   | DVD            | 594          | 6,68         |             |             |
|                | Marie-Claude Fournier | FG (PCF)       | 396          | 4,45         |             |             |
|                | Laurent Weill         | MoDem          | 170          | 1,91         |             |             |
|                |                       |                |              |              |             |             |
| Inscrits       | Inscrits              | Inscrits       | 18 583       | 100,00       | 18 584      | 100,00      |
| Abstentions    | Abstentions           | Abstentions    | 9 428        | 50,73        | 8 659       | 46,59       |
| Votants        | Votants               | Votants        | 9 155        | 49,27        | 9 925       | 53,41       |
| Blancs et nuls | Blancs et nuls        | Blancs et nuls | 259          | 2,83         | 650         | 6,55        |
| Exprimés       | Exprimés              | Exprimés       | 8 896        | 97,17        | 9 275       | 93,45       |

### Canton de Béthune-Est
- Conseiller général sortant : Raymond Gaquère (PS)

| Candidats      | Candidats            | Étiquette      | Premier tour | Premier tour | Second tour | Second tour |
| Candidats      | Candidats            | Étiquette      | Voix         | %            | Voix        | %           |
| -------------- | -------------------- | -------------- | ------------ | ------------ | ----------- | ----------- |
|                | Raymond Gaquère*     | PS             | 2 784        | 44,54        | 4 432       | 68,47       |
|                | Evelyne Geronnez     | FN             | 1 401        | 22,42        | 2 041       | 31,53       |
|                | Evelyne Brassart     | MoDem          | 628          | 10,05        |             |             |
|                | Hervé Rubin          | EÉLV           | 576          | 9,22         |             |             |
|                | Henri-Claude Honnart | DVG            | 466          | 7,46         |             |             |
|                | Elisabeth Delalleau  | FG (PCF)       | 395          | 6,32         |             |             |
|                |                      |                |              |              |             |             |
| Inscrits       | Inscrits             | Inscrits       | 16 169       | 100,00       | 16 170      | 100,00      |
| Abstentions    | Abstentions          | Abstentions    | 9 730        | 60,18        | 9 063       | 56,05       |
| Votants        | Votants              | Votants        | 6 439        | 39,82        | 7 107       | 43,95       |
| Blancs et nuls | Blancs et nuls       | Blancs et nuls | 189          | 2,94         | 634         | 8,92        |
| Exprimés       | Exprimés             | Exprimés       | 6 250        | 97,06        | 6 473       | 91,08       |

*sortant

### Canton de Béthune-Sud
- Conseiller général sortant : Alain Delannoy (PS)

| Candidats      | Candidats           | Étiquette      | Premier tour | Premier tour | Second tour | Second tour |
| Candidats      | Candidats           | Étiquette      | Voix         | %            | Voix        | %           |
| -------------- | ------------------- | -------------- | ------------ | ------------ | ----------- | ----------- |
|                | Alain Delannoy*     | PS             | 2 818        | 45,14        | 4 241       | 65,84       |
|                | Thomas Demanne      | FN             | 1 608        | 25,76        | 2 200       | 34,16       |
|                | Henri Tobo          | FG (PCF)       | 826          | 13,23        |             |             |
|                | Catherine Glinatsis | MEI            | 422          | 6,76         |             |             |
|                | Patrick Perrin      | UMP            | 419          | 6,71         |             |             |
|                | Michèle Jauss       | DVG            | 150          | 2,40         |             |             |
|                |                     |                |              |              |             |             |
| Inscrits       | Inscrits            | Inscrits       | 14 867       | 100,00       | 14 867      | 100,00      |
| Abstentions    | Abstentions         | Abstentions    | 8 442        | 56,78        | 8 032       | 54,03       |
| Votants        | Votants             | Votants        | 6 425        | 43,22        | 6 835       | 45,97       |
| Blancs et nuls | Blancs et nuls      | Blancs et nuls | 182          | 2,83         | 394         | 5,76        |
| Exprimés       | Exprimés            | Exprimés       | 6 243        | 97,17        | 6 441       | 94,24       |

*sortant

### Canton de Boulogne-sur-Mer-Nord-Ouest
- Conseiller général sortant : Dominique Dupilet (PS)

| Candidats      | Candidats          | Étiquette      | Premier tour | Premier tour | Second tour | Second tour |
| Candidats      | Candidats          | Étiquette      | Voix         | %            | Voix        | %           |
| -------------- | ------------------ | -------------- | ------------ | ------------ | ----------- | ----------- |
|                | Dominique Dupilet* | PS             | 2 299        | 46,06        | 3 534       | 69,59       |
|                | Michel Somville    | FN             | 1 022        | 20,48        | 1 544       | 30,41       |
|                | Michel Crombet     | UMP            | 657          | 13,16        |             |             |
|                | Brigitte Persson   | EÉLV           | 353          | 7,07         |             |             |
|                | Charles Fontaine   | FG (PCF)       | 339          | 6,79         |             |             |
|                | Sébastien Langlois | NC             | 321          | 6,43         |             |             |
|                |                    |                |              |              |             |             |
| Inscrits       | Inscrits           | Inscrits       | 13 623       | 100,00       | 13 623      | 100,00      |
| Abstentions    | Abstentions        | Abstentions    | 8 526        | 62,59        | 8 093       | 59,41       |
| Votants        | Votants            | Votants        | 5 097        | 37,41        | 5 530       | 40,59       |
| Blancs et nuls | Blancs et nuls     | Blancs et nuls | 106          | 2,08         | 452         | 8,17        |
| Exprimés       | Exprimés           | Exprimés       | 4 991        | 97,92        | 5 078       | 91,83       |

*conseiller et président sortant

### Canton de Boulogne-sur-Mer-Sud
- Conseiller général sortant : Alain Oguer (PS)

| Candidats      | Candidats        | Étiquette      | Premier tour | Premier tour | Second tour | Second tour |
| Candidats      | Candidats        | Étiquette      | Voix         | %            | Voix        | %           |
| -------------- | ---------------- | -------------- | ------------ | ------------ | ----------- | ----------- |
|                | Christian Baly   | PS             | 2 831        | 39,45        | 4 831       | 68,18       |
|                | Antoine Golliot  | FN             | 1 472        | 20,51        | 2 255       | 31,82       |
|                | Christian Ponche | UMP            | 866          | 12,07        |             |             |
|                | Fanny Puppinck   | EÉLV           | 784          | 10,92        |             |             |
|                | Richard Honvault | NC             | 654          | 9,11         |             |             |
|                | Bruno Arnoult    | FG (PCF)       | 570          | 7,94         |             |             |
|                |                  |                |              |              |             |             |
| Inscrits       | Inscrits         | Inscrits       | 17 290       | 100,00       | 17 290      | 100,00      |
| Abstentions    | Abstentions      | Abstentions    | 9 936        | 57,47        | 9 542       | 55,19       |
| Votants        | Votants          | Votants        | 7 354        | 42,53        | 7 748       | 44,81       |
| Blancs et nuls | Blancs et nuls   | Blancs et nuls | 177          | 2,41         | 662         | 8,54        |
| Exprimés       | Exprimés         | Exprimés       | 7 177        | 97,59        | 7 086       | 91,46       |

### Canton de Calais-Centre
- Conseiller général sortant : Philippe Vasseur (PS)

| Candidats      | Candidats              | Étiquette      | Premier tour | Premier tour | Second tour | Second tour |
| Candidats      | Candidats              | Étiquette      | Voix         | %            | Voix        | %           |
| -------------- | ---------------------- | -------------- | ------------ | ------------ | ----------- | ----------- |
|                | Françoise Vernalde     | FN             | 2 146        | 26,87        | 3 308       | 40,91       |
|                | Philippe Vasseur*      | PS             | 1 542        | 19,31        | 4 779       | 59,09       |
|                | Philippe Mignonet      | UMP            | 1 536        | 19,23        |             |             |
|                | Patrick Allemand       | FG (PCF)       | 981          | 12,28        |             |             |
|                | Francis Gest           | EÉLV           | 929          | 11,63        |             |             |
|                | Charles François       | DVG            | 315          | 3,94         |             |             |
|                | Alexandre Van Kerkhove | NC             | 301          | 3,77         |             |             |
|                | Laurent Lenoir         | DVG            | 236          | 2,96         |             |             |
|                |                        |                |              |              |             |             |
| Inscrits       | Inscrits               | Inscrits       | 20 857       | 100,00       | 20 857      | 100,00      |
| Abstentions    | Abstentions            | Abstentions    | 12 565       | 60,24        | 11 830      | 56,72       |
| Votants        | Votants                | Votants        | 8 292        | 39,76        | 9 027       | 43,28       |
| Blancs et nuls | Blancs et nuls         | Blancs et nuls | 306          | 3,69         | 940         | 10,41       |
| Exprimés       | Exprimés               | Exprimés       | 7 986        | 96,31        | 8 087       | 89,59       |

*sortant

### Canton de Calais-Est
- Conseiller général sortant : Serge Péron (PS)

| Candidats      | Candidats                 | Étiquette      | Premier tour | Premier tour | Second tour | Second tour |
| Candidats      | Candidats                 | Étiquette      | Voix         | %            | Voix        | %           |
| -------------- | ------------------------- | -------------- | ------------ | ------------ | ----------- | ----------- |
|                | Serge Péron*              | PS             | 2 605        | 34,82        | 5 017       | 64,68       |
|                | Marie-Christine Bourgeois | FN             | 1 798        | 24,03        | 2 740       | 35,32       |
|                | Claude Vanzavelberg       | FG (PCF)       | 1 153        | 15,41        |             |             |
|                | Thérèse-Marie Petit       | UMP            | 931          | 12,44        |             |             |
|                | Valérie Robillard         | EÉLV           | 688          | 9,20         |             |             |
|                | Jean-Marc Leroy           | MoDem          | 307          | 4,10         |             |             |
|                |                           |                |              |              |             |             |
| Inscrits       | Inscrits                  | Inscrits       | 17 777       | 100,00       | 17 773      | 100,00      |
| Abstentions    | Abstentions               | Abstentions    | 10 025       | 56,39        | 9 407       | 52,93       |
| Votants        | Votants                   | Votants        | 7 752        | 43,61        | 8 366       | 47,07       |
| Blancs et nuls | Blancs et nuls            | Blancs et nuls | 270          | 3,48         | 609         | 7,28        |
| Exprimés       | Exprimés                  | Exprimés       | 7 482        | 96,52        | 7 757       | 92,72       |

*sortant

### Canton de Calais-Nord-Ouest
- Conseiller général sortant : Michel Hamy (DVD)

| Candidats      | Candidats         | Étiquette      | Premier tour | Premier tour | Second tour | Second tour |
| Candidats      | Candidats         | Étiquette      | Voix         | %            | Voix        | %           |
| -------------- | ----------------- | -------------- | ------------ | ------------ | ----------- | ----------- |
|                | Jacky Hénin       | FG (PCF)       | 2 215        | 24,98        | 4 070       | 45,97       |
|                | Michel Hamy*      | DVD            | 2 039        | 23,00        | 4 783       | 54,03       |
|                | Roger Demassieux  | FN             | 1 770        | 19,96        |             |             |
|                | Teddy Lauby       | PS             | 1 356        | 15,29        |             |             |
|                | Christian Louchez | EÉLV           | 751          | 8,47         |             |             |
|                | Hervé Morcrette   | NC             | 458          | 5,17         |             |             |
|                | Marcel Pidou      | DVG            | 278          | 3,14         |             |             |
|                |                   |                |              |              |             |             |
| Inscrits       | Inscrits          | Inscrits       | 20 718       | 100,00       | 20 718      | 100,00      |
| Abstentions    | Abstentions       | Abstentions    | 11 644       | 56,20        | 11 191      | 54,02       |
| Votants        | Votants           | Votants        | 9 074        | 43,80        | 9 527       | 45,98       |
| Blancs et nuls | Blancs et nuls    | Blancs et nuls | 207          | 2,28         | 674         | 7,07        |
| Exprimés       | Exprimés          | Exprimés       | 8 867        | 97,72        | 8 853       | 92,93       |

*sortant

### Canton de Calais-Sud-Est
- Conseiller général sortant : Marcel Levaillant (PCF)

| Candidats      | Candidats             | Étiquette      | Premier tour | Premier tour | Second tour | Second tour |
| Candidats      | Candidats             | Étiquette      | Voix         | %            | Voix        | %           |
| -------------- | --------------------- | -------------- | ------------ | ------------ | ----------- | ----------- |
|                | Marcel Levaillant*    | FG (PCF)       | 1 578        | 28,19        | 3 244       | 59,19       |
|                | Jean-Jacques Vernalde | FN             | 1 477        | 26,39        | 2 237       | 40,81       |
|                | Françoise Duvieubourg | PS             | 803          | 14,35        |             |             |
|                | Bernard Lelièvre      | UMP            | 503          | 8,99         |             |             |
|                | Michèle Courmont      | MoDem          | 414          | 7,40         |             |             |
|                | Sylvie Biguet         | EÉLV           | 352          | 6,29         |             |             |
|                | Philippe Blet         | DVG            | 346          | 6,18         |             |             |
|                | Laurent Laidez        | PRG            | 124          | 2,22         |             |             |
|                |                       |                |              |              |             |             |
| Inscrits       | Inscrits              | Inscrits       | 14 657       | 100,00       | 14 657      | 100,00      |
| Abstentions    | Abstentions           | Abstentions    | 8 838        | 60,30        | 8 623       | 58,83       |
| Votants        | Votants               | Votants        | 5 819        | 39,70        | 6 034       | 41,17       |
| Blancs et nuls | Blancs et nuls        | Blancs et nuls | 222          | 3,82         | 553         | 9,16        |
| Exprimés       | Exprimés              | Exprimés       | 5 597        | 96,18        | 5 481       | 90,84       |

*sortant

### Canton de Cambrin
- Conseiller général sortant : Odette Duriez (PS)

| Candidats      | Candidats       | Étiquette      | Premier tour | Premier tour | Second tour | Second tour |
| Candidats      | Candidats       | Étiquette      | Voix         | %            | Voix        | %           |
| -------------- | --------------- | -------------- | ------------ | ------------ | ----------- | ----------- |
|                | Odette Duriez*  | PS             | 3 373        | 51,55        | 4 281       | 64,84       |
|                | Dalila Decobert | FN             | 2 009        | 30,70        | 2 321       | 35,16       |
|                | Jean Clarisse   | FG (PCF)       | 1 161        | 17,74        |             |             |
|                |                 |                |              |              |             |             |
| Inscrits       | Inscrits        | Inscrits       | 14 876       | 100,00       | 14 874      | 100,00      |
| Abstentions    | Abstentions     | Abstentions    | 7 968        | 53,56        | 7 857       | 52,82       |
| Votants        | Votants         | Votants        | 6 908        | 46,44        | 7 017       | 47,18       |
| Blancs et nuls | Blancs et nuls  | Blancs et nuls | 365          | 5,28         | 415         | 5,91        |
| Exprimés       | Exprimés        | Exprimés       | 6 543        | 94,72        | 6 602       | 94,09       |

*sortant

### Canton de Campagne-lès-Hesdin
- Conseiller général sortant : Ghislain Tétard (UMP)

| Candidats      | Candidats             | Étiquette      | Premier tour | Premier tour | Second tour | Second tour |
| Candidats      | Candidats             | Étiquette      | Voix         | %            | Voix        | %           |
| -------------- | --------------------- | -------------- | ------------ | ------------ | ----------- | ----------- |
|                | Ghislain Tétard*      | UMP            | 1 589        | 29,25        | 2 674       | 50,86       |
|                | Eric Lejosne          | PS             | 964          | 17,75        | 2 584       | 49,14       |
|                | Jean Lecomte          | FG (PCF)       | 948          | 17,45        |             |             |
|                | Michel Evrard         | DVD            | 789          | 14,53        |             |             |
|                | Roger Houzel          | DVD            | 636          | 11,71        |             |             |
|                | Christophe Boutillier | FN             | 506          | 9,32         |             |             |
|                |                       |                |              |              |             |             |
| Inscrits       | Inscrits              | Inscrits       | 8 517        | 100,00       | 8 517       | 100,00      |
| Abstentions    | Abstentions           | Abstentions    | 2 968        | 34,85        | 2 912       | 34,19       |
| Votants        | Votants               | Votants        | 5 549        | 65,15        | 5 605       | 65,81       |
| Blancs et nuls | Blancs et nuls        | Blancs et nuls | 117          | 2,11         | 347         | 6,19        |
| Exprimés       | Exprimés              | Exprimés       | 5 432        | 97,89        | 5 258       | 93,81       |

*sortant

### Canton de Carvin
- Conseiller général sortant : Daniel Maciejasz (PS)

| Candidats      | Candidats              | Étiquette      | Premier tour | Premier tour | Second tour | Second tour |
| Candidats      | Candidats              | Étiquette      | Voix         | %            | Voix        | %           |
| -------------- | ---------------------- | -------------- | ------------ | ------------ | ----------- | ----------- |
|                | Daniel Maciejasz*      | PS             | 2 951        | 42,26        | 4 638       | 62,66       |
|                | Christopher Szcuzureck | FN             | 1 783        | 25,53        | 2 764       | 37,34       |
|                | Manuel Tourbez         | FG (PCF)       | 1 082        | 15,49        |             |             |
|                | Daniel Ludwikowski     | EÉLV           | 504          | 7,22         |             |             |
|                | Gérard Fougnie         | UMP            | 410          | 5,87         |             |             |
|                | André Delevallet       | PDF            | 253          | 3,62         |             |             |
|                |                        |                |              |              |             |             |
| Inscrits       | Inscrits               | Inscrits       | 18 006       | 100,00       | 18 006      | 100,00      |
| Abstentions    | Abstentions            | Abstentions    | 10 792       | 59,94        | 10 069      | 55,92       |
| Votants        | Votants                | Votants        | 7 214        | 40,06        | 7 937       | 44,08       |
| Blancs et nuls | Blancs et nuls         | Blancs et nuls | 231          | 3,20         | 535         | 6,74        |
| Exprimés       | Exprimés               | Exprimés       | 6 983        | 96,80        | 7 402       | 93,26       |

*sortant

### Canton de Dainville
- Conseiller général sortant : Françoise Rossignol (PS)

| Candidats      | Candidats            | Étiquette      | Premier tour | Premier tour |
| Candidats      | Candidats            | Étiquette      | Voix         | %            |
| -------------- | -------------------- | -------------- | ------------ | ------------ |
|                | Françoise Rossignol* | PS             | 3 871        | 51,05        |
|                | Vincent Zielinski    | FN             | 1 590        | 20,97        |
|                | Nicolas Blanchart    | UMP            | 1 331        | 17,55        |
|                | Martial Buquet       | EÉLV           | 791          | 10,43        |
|                |                      |                |              |              |
| Inscrits       | Inscrits             | Inscrits       | 14 967       | 100,00       |
| Abstentions    | Abstentions          | Abstentions    | 7 183        | 47,99        |
| Votants        | Votants              | Votants        | 7 784        | 52,01        |
| Blancs et nuls | Blancs et nuls       | Blancs et nuls | 201          | 2,58         |
| Exprimés       | Exprimés             | Exprimés       | 7 583        | 97,42        |

*sortant

### Canton de Desvres
- Conseiller général sortant : Claude Prudhomme (PS)

| Candidats      | Candidats         | Étiquette      | Premier tour | Premier tour | Second tour | Second tour |
| Candidats      | Candidats         | Étiquette      | Voix         | %            | Voix        | %           |
| -------------- | ----------------- | -------------- | ------------ | ------------ | ----------- | ----------- |
|                | Claude Prudhomme* | PS             | 2 357        | 36,50        | 3 706       | 60,05       |
|                | Frédéric Vidal    | UMP            | 1 121        | 17,36        | 2 466       | 39,95       |
|                | Jacky Vasseur     | FN             | 1 048        | 16,23        |             |             |
|                | Philippe Leleu    | DVD            | 984          | 15,24        |             |             |
|                | Alain Libert      | FG (PCF)       | 580          | 8,98         |             |             |
|                | Miguel Torrès     | MEI            | 368          | 5,70         |             |             |
|                |                   |                |              |              |             |             |
| Inscrits       | Inscrits          | Inscrits       | 11 413       | 100,00       | 11 382      | 100,00      |
| Abstentions    | Abstentions       | Abstentions    | 4 722        | 41,37        | 4 596       | 40,38       |
| Votants        | Votants           | Votants        | 6 691        | 58,63        | 6 786       | 59,62       |
| Blancs et nuls | Blancs et nuls    | Blancs et nuls | 233          | 3,48         | 614         | 9,05        |
| Exprimés       | Exprimés          | Exprimés       | 6 458        | 96,52        | 6 172       | 90,95       |

*sortant

### Canton de Douvrin
- Conseiller général sortant : Fabien Pruvot (PS)

| Candidats      | Candidats              | Étiquette      | Premier tour | Premier tour | Second tour | Second tour |
| Candidats      | Candidats              | Étiquette      | Voix         | %            | Voix        | %           |
| -------------- | ---------------------- | -------------- | ------------ | ------------ | ----------- | ----------- |
|                | Frédéric Wallet        | PS             | 2 335        | 37,99        | 3 801       | 60,07       |
|                | Patrick Bailleul       | FN             | 1 808        | 29,41        | 2 527       | 39,93       |
|                | Sophie Leclercq-Voisin | EÉLV           | 601          | 9,78         |             |             |
|                | Vincent Pasquier       | MRC            | 555          | 9,03         |             |             |
|                | Brigitte Larchanche    | FG (PCF)       | 482          | 7,84         |             |             |
|                | Annie Caullet          | UMP            | 366          | 5,95         |             |             |
|                |                        |                |              |              |             |             |
| Inscrits       | Inscrits               | Inscrits       | 14 790       | 100,00       | 14 790      | 100,00      |
| Abstentions    | Abstentions            | Abstentions    | 8 357        | 56,50        | 7 987       | 54,00       |
| Votants        | Votants                | Votants        | 6 433        | 43,50        | 6 803       | 46,00       |
| Blancs et nuls | Blancs et nuls         | Blancs et nuls | 286          | 4,45         | 475         | 6,98        |
| Exprimés       | Exprimés               | Exprimés       | 6 147        | 95,55        | 6 328       | 93,02       |

*sortant

### Canton d'Étaples
- Conseiller général sortant : Lucile Bigot (MoDem)

| Candidats      | Candidats             | Étiquette      | Premier tour | Premier tour | Second tour | Second tour |
| Candidats      | Candidats             | Étiquette      | Voix         | %            | Voix        | %           |
| -------------- | --------------------- | -------------- | ------------ | ------------ | ----------- | ----------- |
|                | Geneviève Margueritte | NC             | 1 337        | 21,01        | 2 966       | 50,48       |
|                | Jean-Bernard Cyffiers | PS             | 1 248        | 19,61        | 2 910       | 49,52       |
|                | Monique Sgard         | FN             | 1 188        | 18,67        |             |             |
|                | Michel Gobert         | DVD            | 757          | 11,90        |             |             |
|                | Pascal Thiébaux       | FG (PCF)       | 637          | 10,01        |             |             |
|                | Philippe Fait         | DVG            | 602          | 9,46         |             |             |
|                | Martine Ghézal        | DVG            | 350          | 5,50         |             |             |
|                | Monique Vambre        | UMP            | 245          | 3,85         |             |             |
|                |                       |                |              |              |             |             |
| Inscrits       | Inscrits              | Inscrits       | 15 135       | 100,00       | 15 135      | 100,00      |
| Abstentions    | Abstentions           | Abstentions    | 8 481        | 56,04        | 8 725       | 57,65       |
| Votants        | Votants               | Votants        | 6 654        | 43,96        | 6 410       | 42,35       |
| Blancs et nuls | Blancs et nuls        | Blancs et nuls | 290          | 4,36         | 534         | 8,33        |
| Exprimés       | Exprimés              | Exprimés       | 6 364        | 95,64        | 5 876       | 91,67       |

### Canton de Fauquembergues
- Conseiller général sortant : Alain Méquignon (PS)

| Candidats      | Candidats        | Étiquette      | Premier tour | Premier tour |
| Candidats      | Candidats        | Étiquette      | Voix         | %            |
| -------------- | ---------------- | -------------- | ------------ | ------------ |
|                | Alain Méquignon* | PS             | 2 821        | 64,75        |
|                | Olivier Delbé    | FN             | 1 536        | 35,25        |
|                |                  |                |              |              |
| Inscrits       | Inscrits         | Inscrits       | 7 382        | 100,00       |
| Abstentions    | Abstentions      | Abstentions    | 2 627        | 35,59        |
| Votants        | Votants          | Votants        | 4 755        | 64,41        |
| Blancs et nuls | Blancs et nuls   | Blancs et nuls | 398          | 8,37         |
| Exprimés       | Exprimés         | Exprimés       | 4 357        | 91,63        |

*sortant

### Canton de Houdain
- Conseiller général sortant : Alain Wacheux (PS)

| Candidats      | Candidats              | Étiquette      | Premier tour | Premier tour | Second tour | Second tour |
| Candidats      | Candidats              | Étiquette      | Voix         | %            | Voix        | %           |
| -------------- | ---------------------- | -------------- | ------------ | ------------ | ----------- | ----------- |
|                | Daniel Dewalle         | FG (PCF)       | 2 004        | 32,96        | 3 168       | 100,00      |
|                | Eric Deleval           | PS             | 1 546        | 25,42        |             |             |
|                | Emmanuel Rignaux       | FN             | 1 430        | 23,52        |             |             |
|                | Daniel Madajewski      | UMP            | 572          | 9,41         |             |             |
|                | Lisette Sudic-Taillieu | EÉLV           | 421          | 6,92         |             |             |
|                | Pascal Sadlej          | DVG            | 108          | 1,78         |             |             |
|                | Daniel Mouton          | DLR            | 0            | 0,00         |             |             |
|                |                        |                |              |              |             |             |
| Inscrits       | Inscrits               | Inscrits       | 15 146       | 100,00       | 15 261      | 100,00      |
| Abstentions    | Abstentions            | Abstentions    | 8 869        | 58,56        | 11 122      | 72,88       |
| Votants        | Votants                | Votants        | 6 277        | 41,44        | 4 139       | 27,12       |
| Blancs et nuls | Blancs et nuls         | Blancs et nuls | 196          | 3,12         | 971         | 23,46       |
| Exprimés       | Exprimés               | Exprimés       | 6 081        | 96,88        | 3 168       | 76,54       |

### Canton de Lens-Nord-Est
- Conseiller général sortant : Marie Paule Ledent (PS)

| Candidats      | Candidats           | Étiquette      | Premier tour | Premier tour | Second tour | Second tour |
| Candidats      | Candidats           | Étiquette      | Voix         | %            | Voix        | %           |
| -------------- | ------------------- | -------------- | ------------ | ------------ | ----------- | ----------- |
|                | Marie-Paule Ledent* | PS             | 1 935        | 34,66        | 3 248       | 56,55       |
|                | Freddy Baudrin      | FN             | 1 767        | 31,65        | 2 496       | 43,45       |
|                | Jean-Michel Humez   | FG (PCF)       | 819          | 14,67        |             |             |
|                | Naceira Vincent     | EÉLV           | 580          | 10,39        |             |             |
|                | Sophie Gauthy       | UMP            | 482          | 8,63         |             |             |
|                |                     |                |              |              |             |             |
| Inscrits       | Inscrits            | Inscrits       | 15 508       | 100,00       | 15 508      | 100,00      |
| Abstentions    | Abstentions         | Abstentions    | 9 746        | 62,84        | 9 314       | 60,06       |
| Votants        | Votants             | Votants        | 5 762        | 37,16        | 6 194       | 39,94       |
| Blancs et nuls | Blancs et nuls      | Blancs et nuls | 179          | 3,11         | 450         | 7,27        |
| Exprimés       | Exprimés            | Exprimés       | 5 583        | 96,89        | 5 744       | 92,73       |

*sortant

### Canton de Liévin-Sud
- Conseiller général sortant : Laurent Duporge (PS)

| Candidats      | Candidats           | Étiquette      | Premier tour | Premier tour | Second tour | Second tour |
| Candidats      | Candidats           | Étiquette      | Voix         | %            | Voix        | %           |
| -------------- | ------------------- | -------------- | ------------ | ------------ | ----------- | ----------- |
|                | Laurent Duporge*    | PS             | 3 916        | 49,66        | 5 354       | 70,36       |
|                | Roger Fruchart      | FN             | 1 646        | 20,87        | 2 255       | 29,64       |
|                | Maryse Roger-Coupin | FG (PCF)       | 1 272        | 16,13        |             |             |
|                | Hélène Hotte        | EÉLV           | 563          | 7,14         |             |             |
|                | Frédéric Lamamd     | UMP            | 489          | 6,20         |             |             |
|                |                     |                |              |              |             |             |
| Inscrits       | Inscrits            | Inscrits       | 18 060       | 100,00       | 18 060      | 100,00      |
| Abstentions    | Abstentions         | Abstentions    | 9 987        | 55,30        | 9 921       | 54,93       |
| Votants        | Votants             | Votants        | 8 073        | 44,70        | 8 139       | 45,07       |
| Blancs et nuls | Blancs et nuls      | Blancs et nuls | 187          | 2,32         | 530         | 6,51        |
| Exprimés       | Exprimés            | Exprimés       | 7 886        | 97,68        | 7 609       | 93,49       |

*sortant

### Canton de Lillers
- Conseiller général sortant : Lucien Andriès (PCF)

| Candidats      | Candidats        | Étiquette      | Premier tour | Premier tour | Second tour | Second tour |
| Candidats      | Candidats        | Étiquette      | Voix         | %            | Voix        | %           |
| -------------- | ---------------- | -------------- | ------------ | ------------ | ----------- | ----------- |
|                | Lucien Andriès*  | FG (PCF)       | 2 765        | 32,19        | 4 917       | 62,31       |
|                | Benoît Delbecque | UMP            | 1 820        | 21,19        | 2 974       | 37,69       |
|                | Alexandre Laine  | FN             | 1 776        | 20,68        |             |             |
|                | Eric Demandrille | PS             | 1 552        | 18,07        |             |             |
|                | Stéphane Chiers  | EÉLV           | 677          | 7,88         |             |             |
|                |                  |                |              |              |             |             |
| Inscrits       | Inscrits         | Inscrits       | 17 108       | 100,00       | 17 109      | 100,00      |
| Abstentions    | Abstentions      | Abstentions    | 8 220        | 48,05        | 8 390       | 49,04       |
| Votants        | Votants          | Votants        | 8 888        | 51,95        | 8 719       | 50,96       |
| Blancs et nuls | Blancs et nuls   | Blancs et nuls | 298          | 3,35         | 828         | 9,50        |
| Exprimés       | Exprimés         | Exprimés       | 8 590        | 96,65        | 7 891       | 90,50       |

*sortant

### Canton de Montigny-en-Gohelle
- Conseiller général sortant : Jean-Marie Picque (PS)

| Candidats      | Candidats          | Étiquette      | Premier tour | Premier tour | Second tour | Second tour |
| Candidats      | Candidats          | Étiquette      | Voix         | %            | Voix        | %           |
| -------------- | ------------------ | -------------- | ------------ | ------------ | ----------- | ----------- |
|                | Steeve Briois      | FN             | 2 033        | 35,88        | 2 740       | 44,74       |
|                | Jean-Marie Picque* | PS             | 1 768        | 31,20        | 3 384       | 55,26       |
|                | Pierre Ferrari     | DVG            | 582          | 10,27        |             |             |
|                | Edmond Bruneel     | FG (PCF)       | 506          | 8,93         |             |             |
|                | Régine Calzia      | EÉLV           | 310          | 5,47         |             |             |
|                | Eric Mouton        | PRG            | 242          | 04,27        |             |             |
|                | Olivier Sagnier    | UMP            | 154          | 2,72         |             |             |
|                | Patrick Piret      | MoDem          | 71           | 1,25         |             |             |
|                |                    |                |              |              |             |             |
| Inscrits       | Inscrits           | Inscrits       | 14 079       | 100,00       | 14 079      | 100,00      |
| Abstentions    | Abstentions        | Abstentions    | 8 287        | 58,86        | 7 688       | 54,61       |
| Votants        | Votants            | Votants        | 5 792        | 41,14        | 6 391       | 45,39       |
| Blancs et nuls | Blancs et nuls     | Blancs et nuls | 126          | 2,18         | 267         | 4,18        |
| Exprimés       | Exprimés           | Exprimés       | 5 666        | 97,82        | 6 124       | 95,82       |

*sortant

### Canton du Parcq
- Conseiller général sortant : Jean-Claude Darque (DVD)

| Candidats      | Candidats            | Étiquette      | Premier tour | Premier tour | Second tour | Second tour |
| Candidats      | Candidats            | Étiquette      | Voix         | %            | Voix        | %           |
| -------------- | -------------------- | -------------- | ------------ | ------------ | ----------- | ----------- |
|                | Jean-Claude Darque*  | DVD            | 1 460        | 47,22        | 1 750       | 59,12       |
|                | Bernard-Marie Dupont | PS             | 937          | 30,30        | 1 210       | 40,88       |
|                | Olivier Deknuydt     | FN             | 695          | 22,48        |             |             |
|                |                      |                |              |              |             |             |
| Inscrits       | Inscrits             | Inscrits       | 5 754        | 100,00       | 5 754       | 100,00      |
| Abstentions    | Abstentions          | Abstentions    | 2 415        | 41,97        | 2 509       | 43,60       |
| Votants        | Votants              | Votants        | 3 339        | 58,03        | 3 245       | 56,40       |
| Blancs et nuls | Blancs et nuls       | Blancs et nuls | 247          | 7,40         | 285         | 8,78        |
| Exprimés       | Exprimés             | Exprimés       | 3 092        | 92,60        | 2 960       | 91,22       |

*sortant

### Canton du Portel
- Conseiller général sortant : Jean-Claude Étienne (PS)

| Candidats      | Candidats            | Étiquette      | Premier tour | Premier tour | Second tour | Second tour |
| Candidats      | Candidats            | Étiquette      | Voix         | %            | Voix        | %           |
| -------------- | -------------------- | -------------- | ------------ | ------------ | ----------- | ----------- |
|                | Jean-Claude Étienne* | PS             | 2 046        | 39,68        | 3 054       | 59,15       |
|                | Laurent Feutry       | DVD            | 1 432        | 27,77        | 2 109       | 40,85       |
|                | Patrick Lanoy        | FN             | 995          | 19,30        |             |             |
|                | Françoise Leroy      | FG (PCF)       | 377          | 7,31         |             |             |
|                | Pierre Coppin        | EÉLV           | 306          | 5,93         |             |             |
|                |                      |                |              |              |             |             |
| Inscrits       | Inscrits             | Inscrits       | 13 308       | 100,00       | 13 308      | 100,00      |
| Abstentions    | Abstentions          | Abstentions    | 8 039        | 60,41        | 7 808       | 58,67       |
| Votants        | Votants              | Votants        | 5 269        | 39,59        | 5 500       | 41,33       |
| Blancs et nuls | Blancs et nuls       | Blancs et nuls | 113          | 2,14         | 337         | 6,13        |
| Exprimés       | Exprimés             | Exprimés       | 5 156        | 97,86        | 5 163       | 93,87       |

*sortant

### Canton de Rouvroy
- Conseiller général sortant : Dominique Watrin (PCF)

| Candidats      | Candidats         | Étiquette      | Premier tour | Premier tour | Second tour | Second tour |
| Candidats      | Candidats         | Étiquette      | Voix         | %            | Voix        | %           |
| -------------- | ----------------- | -------------- | ------------ | ------------ | ----------- | ----------- |
|                | Dominique Watrin* | FG (PCF)       | 3 376        | 53,33        | 4 292       | 66,32       |
|                | Pierre Fudala     | FN             | 1 772        | 27,99        | 2 180       | 33,68       |
|                | Michel Bauduin    | PS             | 441          | 6,97         |             |             |
|                | Laurent Cieselski | EÉLV           | 402          | 6,35         |             |             |
|                | Daniel Sauty      | NC             | 339          | 5,36         |             |             |
|                |                   |                |              |              |             |             |
| Inscrits       | Inscrits          | Inscrits       | 14 902       | 100,00       | 14 897      | 100,00      |
| Abstentions    | Abstentions       | Abstentions    | 8 423        | 56,52        | 8 163       | 54,80       |
| Votants        | Votants           | Votants        | 6 479        | 43,48        | 6 734       | 45,20       |
| Blancs et nuls | Blancs et nuls    | Blancs et nuls | 149          | 2,30         | 262         | 3,89        |
| Exprimés       | Exprimés          | Exprimés       | 6 330        | 97,70        | 6 472       | 96,11       |

*sortant

### Canton de Saint-Pol-sur-Ternoise
- Conseiller général sortant : Maurice Louf (PS)

| Candidats      | Candidats           | Étiquette      | Premier tour | Premier tour | Second tour | Second tour |
| Candidats      | Candidats           | Étiquette      | Voix         | %            | Voix        | %           |
| -------------- | ------------------- | -------------- | ------------ | ------------ | ----------- | ----------- |
|                | Maurice Louf*       | PS             | 2 803        | 46,38        | 3 700       | 62,13       |
|                | Yves Héniart        | DVD            | 1 864        | 30,84        | 2 255       | 37,87       |
|                | Michel Bascoulergue | FN             | 1 145        | 18,94        |             |             |
|                | Véronique Buard     | FG (PCF)       | 232          | 3,84         |             |             |
|                |                     |                |              |              |             |             |
| Inscrits       | Inscrits            | Inscrits       | 11 352       | 100,00       | 11 350      | 100,00      |
| Abstentions    | Abstentions         | Abstentions    | 5 074        | 44,70        | 4 937       | 43,50       |
| Votants        | Votants             | Votants        | 6 278        | 55,30        | 6 413       | 56,50       |
| Blancs et nuls | Blancs et nuls      | Blancs et nuls | 234          | 3,73         | 458         | 7,14        |
| Exprimés       | Exprimés            | Exprimés       | 6 044        | 96,27        | 5 955       | 92,86       |

*sortant

### Canton de Vimy
- Conseiller général sortant : Lionel Lancry (UMP)

| Candidats      | Candidats               | Étiquette      | Premier tour | Premier tour | Second tour | Second tour |
| Candidats      | Candidats               | Étiquette      | Voix         | %            | Voix        | %           |
| -------------- | ----------------------- | -------------- | ------------ | ------------ | ----------- | ----------- |
|                | Bertrand Alexandre      | MRC            | 2 498        | 27,56        | 5 435       | 61,68       |
|                | Laurent Bricev          | FN             | 2 353        | 25,96        | 3 376       | 38,32       |
|                | Jean-François Dépret    | UMP            | 1 977        | 21,81        |             |             |
|                | Bernard Milleville      | EÉLV           | 1 676        | 18,49        |             |             |
|                | Sandra Dusautoir-Dionet | FG (PCF)       | 561          | 6,19         |             |             |
|                |                         |                |              |              |             |             |
| Inscrits       | Inscrits                | Inscrits       | 18 247       | 100,00       | 18 248      | 100,00      |
| Abstentions    | Abstentions             | Abstentions    | 8 796        | 48,21        | 8 387       | 45,96       |
| Votants        | Votants                 | Votants        | 9 451        | 51,79        | 9 861       | 54,04       |
| Blancs et nuls | Blancs et nuls          | Blancs et nuls | 386          | 4,08         | 1 050       | 10,65       |
| Exprimés       | Exprimés                | Exprimés       | 9 065        | 95,92        | 8 811       | 89,35       |

### Canton de Vitry-en-Artois
| Candidats      | Candidats         | Étiquette      | Premier tour | Premier tour | Second tour | Second tour |
| Candidats      | Candidats         | Étiquette      | Voix         | %            | Voix        | %           |
| -------------- | ----------------- | -------------- | ------------ | ------------ | ----------- | ----------- |
|                | Martial Stienne*  | FG (PCF)       | 4 196        | 43,04        | 6 455       | 66,31       |
|                | Dominique Denghin | FN             | 2 663        | 27,32        | 3 279       | 33,69       |
|                | Rodrigue Mroz     | PS             | 1 984        | 20,35        |             |             |
|                | Sylvie Joniaux    | EÉLV           | 893          | 9,16         |             |             |
|                | Saïd Khiter       | UMP            | 13           | 0,13         |             |             |
|                |                   |                |              |              |             |             |
| Inscrits       | Inscrits          | Inscrits       | 21 601       | 100,00       | 21 601      | 100,00      |
| Abstentions    | Abstentions       | Abstentions    | 11 372       | 52,65        | 11 187      | 51,79       |
| Votants        | Votants           | Votants        | 10 229       | 47,35        | 10 414      | 48,21       |
| Blancs et nuls | Blancs et nuls    | Blancs et nuls | 480          | 4,69         | 680         | 6,53        |
| Exprimés       | Exprimés          | Exprimés       | 9 749        | 95,31        | 9 734       | 93,47       |

*sortant